# Tatort: Kressin und der Mann mit dem gelben Koffer
Kressin und der Mann mit dem gelben Koffer ist der 20. Fernsehfilm der Krimireihe Tatort. Er wurde vom WDR produziert und zeigt Sieghardt Rupp zum fünften Mal in der Rolle des Zolloberinspektors Kressin. Die deutsche Erstausstrahlung fand am 9. Juli 1972 statt.

## Handlung
Kressin bringt seine Freundin Ines zum Flughafen. Kaum hat er sie verabschiedet, gerät die nächste Dame in sein Visier. Als er sie auf dem Parkplatz aus dem Rolls-Royce von Sievers in einen Sportwagen umsteigen sieht, fährt er ihr kurz entschlossen nach.
Versteckt wartet ein Attentäter mit Scharfschützengewehr im Dachgeschoss von Studio Bonn des WDR, einem Nachbargebäude des Bonner Bundeshauses. Als ein Mann mit einem gelben Koffer aus einem Taxi steigt und auf das Gebäude zugeht, wird er tödlich getroffen und bricht zusammen. Im Gedränge der Passanten entwendet ein Komplize des Attentäters den Koffer und verstaut ihn in einem bereit stehenden Pkw, geht dann aber weiter und verschwindet zu Fuß. Der Attentäter fährt mit dem Aufzug ins Erdgeschoss, begegnet dabei Friedrich Nowottny, geht seelenruhig zu dem Auto. Er steigt ein und entkommt unerkannt, während Polizei und Spurensicherung sich um den Toten kümmern.
Inzwischen folgt Kressin der Dame vom Flughafen bis zur Mondorfer Fähre und muss warten. Der Attentäter benutzt dieselbe Fähre, betritt sie zu Fuß, versteckt den gelben Koffer in der Toilette der Fähre und verlässt sie, während sie schon ablegt, im letzten Augenblick wieder. Die von Kressin verfolgte Dame geht in die Toilette und kommt mit dem Koffer wieder heraus. Kressin verfolgt sie weiter bis zu einem luxuriösen Anwesen, der Villa des kürzlich verstorbenen Schrotthändlers Lamprecht. Kressin sieht sich um, während die Dame drinnen auf Sievers trifft und ihm den Koffer übergibt. Darin befinden sich Fotos und brisante Unterlagen, die Sievers illegaler Waffengeschäfte überführen würden. Der Ermordete wollte damit an die Öffentlichkeit, deshalb ließ Sievers ihn aus dem Weg räumen.
Der Polizei gelingt es, den Taxifahrer ausfindig zu machen, der das Opfer vom Bonner Hauptbahnhof zum Bundeshaus gefahren hat. Dieser weiß von einem auffallend gelben Koffer, der nun aber nicht mehr da ist. Kressin sucht Kommissar Holbein auf und teilt ihm mit, die Dame habe den Koffer von der Fähre zu Sievers gebracht. Der Tote ist Österreicher. und führt nach Wien. Dort kontaktiert Kressin den dortigen Inspektor Marek und erfährt, dass die Akte „Wild“, so hieß der Tote, dort bereits zum Staatsfall geworden ist und es sich um Waffengeschäfte handele. So schließt sich der Kreis, denn Wild wollte sich mit dem Abgeordneten Dr. Huppenhauer treffen. Dieser ist Mitglied des Verteidigungsausschusses und hatte festgestellt, dass es wirtschaftlich sinnvoller ist, ausgediente Militärfahrzeuge und Waffen nicht zu verschrotten, sondern an „bedürftige“ Länder weiterzuverkaufen. Für die Abwicklung dieser halblegalen Geschäfte war der Waffenhändler Nobiling zuständig. Schon länger ärgerte es ihn, dass ihm Sievers immer wieder die Geschäfte verdarb.
Da die Offenlegung von Sievers’ Verstrickung in den Waffenhandel misslungen war, geht Nobiling notgedrungen auf ihn zu, um sich mit ihm zu einigen. Kressin fährt noch einmal zur Villa Lamprecht und erscheint unvermittelt bei diesem Gespräch. Er stellt klar, dass Nobiling Wild geschickt hatte, um Sievers auffliegen zu lassen und ihn so als Konkurrenten auszuschalten. Da Sievers das mitbekommen hatte, ließ er wiederum den Informanten beseitigen, bevor der die Unterlagen weiterreichen konnte. Die Polizei trifft ein und nimmt alle fest – diesmal auch Sievers. Aber während die Polizisten ihn zum Auto bringen, wird dieses vor ihren Augen in die Luft gesprengt, und Sievers kann wieder entkommen.

## Hintergrund
Auch in dieser Episode hat wieder ein Ermittler aus einem anderen Tatort einen Gastauftritt: Fritz Eckhardt tritt als Inspektor Marek auf. Weiterhin sind die beiden Journalisten Friedrich Nowottny und Ernst-Dieter Lueg zu sehen.
Regisseur Michael Verhoeven drehte diesen spannenden vierten Fall um den Zollfahnder Kressin alias Sieghardt Rupp. Das Drehbuch verfasste einmal mehr Wolfgang Menge, der bereits die Vorlagen zu den ersten drei [Kressin-]Krimis geliefert hatte. Paul Verhoeven (1901–1975), Vater des Regisseurs und selbst Filmemacher und Schauspieler, ist hier in einer seiner letzten Rollen als Konkurrent des Gangsterbosses Sievers zu sehen.
Bei seiner Erstausstrahlung erreichte der Film einen Marktanteil von 56 %. Der spätere Tatortkommissar Eberhard Feik hatte hier seinen ersten Fernsehauftritt als Polizeiwachtmeister am Bundeshaus.
Nobiling, gespielt von Paul Verhoeven, ist auch der Nachname des zweiten „Kaiserattentäters“ auf Wilhelm I. im Jahr 1878, Karl Eduard Nobiling, der im gleichen Jahr nach einem Selbstmordversuch im Gefängnis verstarb.

## Drehorte
Die Drehorte erstrecken sich über Köln, Bonn und die Eifel.
Das Büro von Nobiling ist in einem Gebäude am Gustav-Heinemann-Ufer in Köln. Als Nobiling an seinem Fenster vorbeigeht, ist im Hintergrund schräg gegenüber die Kölner Südbrücke zu sehen.
In Bonn verschafft sich Kressin Zutritt zu einem Restaurant, in dem er ein Mordopfer auffindet, das sich im Haus Am Boeselagerhof 15 befindet. Die Oper Bonn, die sich schräg gegenüber davon befindet, dient in einer Einstellung als Hintergrund. Zudem dient das Bonner Ernst-Moritz-Arndt-Haus in der Adenauerallee 79 als die Botschaft des fiktiven Staates Abanda.
Die Villa Lamprecht, in der Sievers residiert, befindet sich in Kommern. Außenaufnahmen wurden in Kommern auch auf der Kölner Straße / Ecke Gielsgasse gedreht.
Zwei weitere Szenen wurden an der Mondorfer Fähre gedreht. Die Fähre fährt dabei jeweils vom linksrheinischen zum rechtsrheinischen Ufer.